# Obertraun
Obertraun ist eine Gemeinde im oberösterreichischen Salzkammergut im Bezirk Gmunden im Traunviertel mit 738 Einwohnern (Stand 1. Jänner 2024).
Seit 1997 gehört die Gegend um Obertraun und Hallstatt zum UNESCO-Weltkulturerbe.

## Geografie
Obertraun ist die südlichste Gemeinde Oberösterreichs und liegt auf 513 m Höhe im Traunviertel am Hallstätter See. Die Ausdehnung beträgt von Nord nach Süd 13,4 km, von West nach Ost 11,6 km. Die Gesamtfläche beträgt 88,4 km², 15,5 % der Fläche sind bewaldet. Im Gemeindegebiet liegen die Hirzkarseen und die Koppenwinkellacke.

### Gemeindegliederung
Das Gemeindegebiet umfasst folgende zwei Ortschaften (in Klammern Einwohnerzahl Stand 1. Jänner 2024):
- Obertraun (628)
- Winkl (110)

Die Gemeinde besteht aus der einzigen Katastralgemeinde Obertraun.
Die Gemeinde liegt im Gerichtsbezirk Bad Ischl.

### Nachbargemeinden
Die Gemeinde hat sechs Nachbargemeinden, vier davon im steirischen Bezirk Liezen (LI).
| Bad Goisern am Hallstättersee |                                             | Bad Aussee (LI)         |
| Hallstatt                     | Kompassrose, die auf Nachbargemeinden zeigt |                         |
|                               | Ramsau am Dachstein (LI)                    | Gröbming (LI) Haus (LI) |

## Geschichte
Ursprünglich im Ostteil des Herzogtums Bayern liegend, gehörte der Ort seit dem 12. Jahrhundert zum Herzogtum Österreich. „Obere Traun“ wird 1325 im oberösterreichischen Stiftsurbarium Traunkirchen erstmals genannt. Seit 1490 wird das Gebiet dem Fürstentum Österreich ob der Enns zugerechnet. Während der Napoleonischen Kriege war der Ort mehrfach besetzt.
Seit 1918 gehört der Ort zum Bundesland Oberösterreich. Obertraun ist seit 1920 eine eigenständige Gemeinde und war vorher Ortsteil der Marktgemeinde Hallstatt. Nach dem Anschluss Österreichs an das Deutsche Reich am 13. März 1938 gehörte der Ort zum „Gau Oberdonau“. 1945 erfolgte die Wiederherstellung Oberösterreichs.
1954 kam es zum Heilbronner Dachsteinunglück: Zehn Heilbronner Schüler und drei Lehrer kamen bei einem Wettersturz im Dachsteingebiet ums Leben.
August 2002 und Juni 2013: Schäden durch Hochwasser.
März 2008 Schäden durch Sturm Emma.
2008 Eröffnung des Hallstättersee-Radwegs – damit besteht eine durchgehende Radweg-Verbindung zwischen Hallstatt, Obertraun und Bad Goisern.
2011 Eröffnung des acht Kilometer langen länderübergreifenden Koppentalradwegs.

### Einwohnerentwicklung
1991 hatte die Gemeinde laut Volkszählung 811 Einwohner, 2001 dann 767 Einwohner.

## Kultur und Sehenswürdigkeiten
- Schloss Grub
- Katholische Pfarrkirche Obertraun Hll. Dreifaltigkeit
- Evangelisches Bethaus Obertraun
- Heilbronner Kapelle
- Dachstein-Rieseneishöhle
- Mammuthöhle
- Koppenbrüllerhöhle
- Welterbespirale mit Panoramablick auf die Welterberegion Hallstatt-Dachstein/Salzkammergut
- 5fingers Aussichtsplattform ragt 500 Meter aus einem Fels über den Abgrund mit Blick auf die Welterberegion und den Hallstättersee
- Dachstein Hai

### Regelmäßigen Veranstaltungen
- „Weyer Seminar“ der UHS Oberösterreich im Jutel Obertraun

## Wirtschaft und Infrastruktur
Obertraun liegt an der Salzkammergutbahn. Im Gemeindegebiet befinden sich der Bahnhof Obertraun-Dachsteinhöhlen und die saisonal bediente Haltestelle Obertraun-Koppenbrüllerhöhle. Seit dem Fahrplanwechsel im Dezember 2020 ist Obertraun-Dachsteinhöhlen ein InterCity-Halt.

### Tourismus
Im Jahr 1895 wurde in dem kleinen Dorf Obertraun, welches damals noch eine Ortschaft der Gemeinde Hallstatt war, ein Verein zur Ortsverschönerung und Förderung des Fremdenverkehrs gegründet. Das war der Grundstein des Fremdenverkehrs in der Gemeinde. Noch im selben Jahrzehnt kamen die ersten Sommergäste nach Obertraun. Im Jahr 1909 wurde von Einheimischen und Mitgliedern der Linzer Naturfreunde die weitere Erforschung der Koppenbrüllerhöhle aufgenommen. Ein Jahr später wurden die Eishöhle und die Mammuthöhle erforscht. Im Jahr 1947 wurde mit dem Bau der Dachstein-Seilbahnen begonnen, und vier Jahre später wurde der Betrieb aufgenommen. In dieser Zeit im Jahr 1948 entstanden die Anlagen der Bundessportschule.
- Wintersport: Oberhalb von Obertraun befindet sich das Skigebiet Freesports Arena Dachstein Krippenstein mit 30 km Off Pist-Strecken von leicht bis extrem. Allerdings sind viele Varianten für Ortsunkundige gefährlich, da man in Dolinen und Höhlen stürzen kann. Eine besondere Attraktion ist die elf Kilometer lange Talabfahrt mit einem Höhenunterschied von 1500 m. In einem Vergleich in der Ausgabe 01/2006 des Ski&Wintersport Magazins Planet Snow wurden die Freesports Arena Krippenstein zum besten Freeride Spot in den Alpen gekürt.

- Dachsteinhöhlen: Seit ihrer Entdeckung im Jahr 1910 gehören diese Schauhöhlen (Dachstein-Rieseneishöhle, Mammuthöhle und Koppenbrüllerhöhle) zu den bekanntesten Naturdenkmälern Österreichs. Sie sind für die Öffentlichkeit im Rahmen von Führungen zugänglich, aber auch für wissenschaftliche Untersuchungen. Sie sind erreichbar mit der Seilbahn von Obertraun zur Schönbergalm (1338 m), welche im Jahr 2007 modernisiert und komplett neu errichtet worden ist. Die Dachsteinhöhlen bestehen aus der Rieseneishöhle (2 km Länge, seit 1928 elektrisch beleuchtet), einer der größten unterirdischen Eislandschaften Mitteleuropas mit jährlich rund 200.000 Besuchern, und der Mammuthöhle (über 62 km Gesamtganglänge, teilweise imposante Gänge), einer der größten europäischen Kalksteinhöhlen. Die Höhlen wurden 1928 unter Naturschutz gestellt.

- Der Hallstättersee wird zum Baden, Fischen, Boot fahren, Tauchen und Stand-Up-Paddeling genutzt.

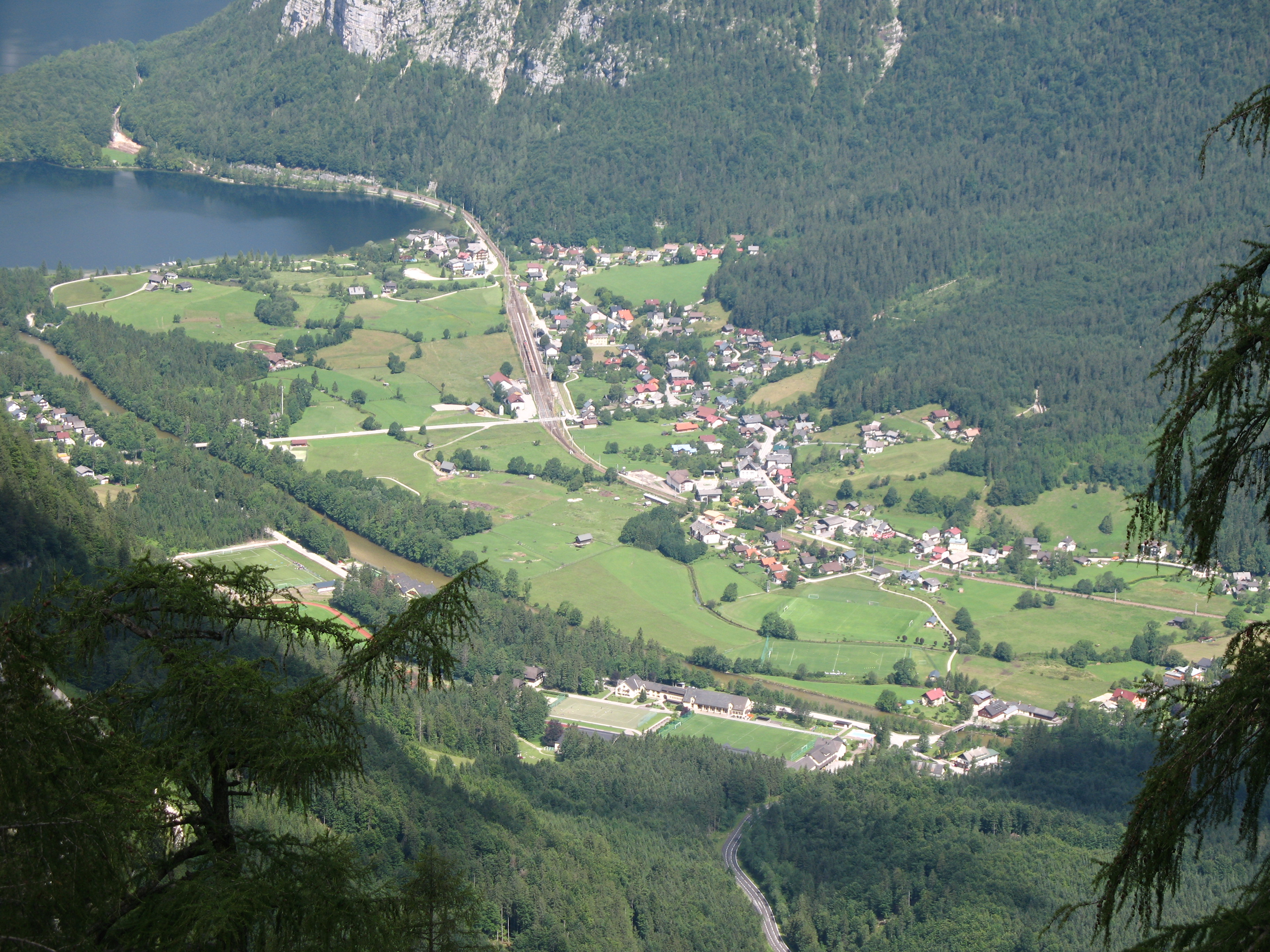
Obertraun vom Hohen Dachstein
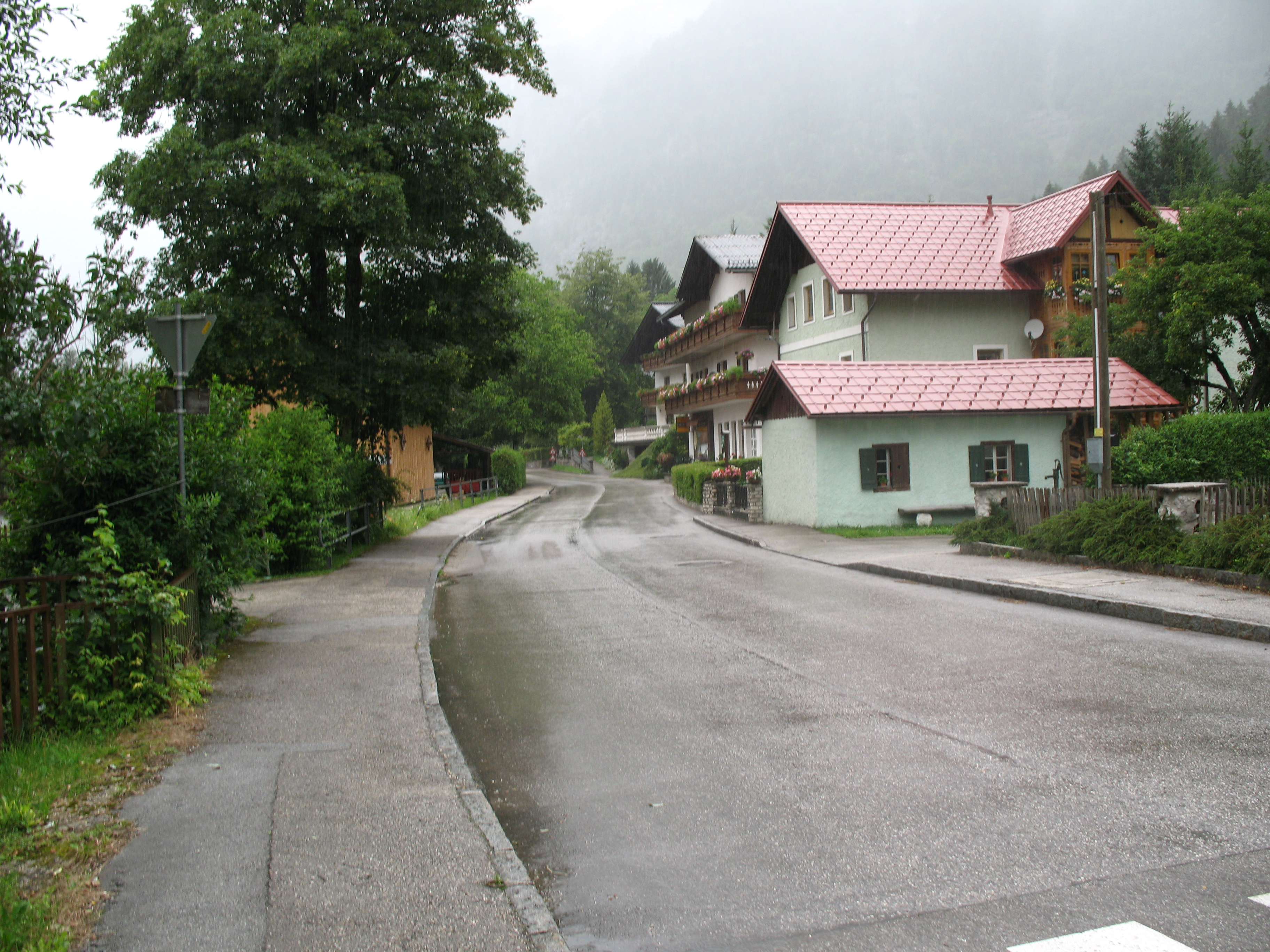
Hallstätterseestraße
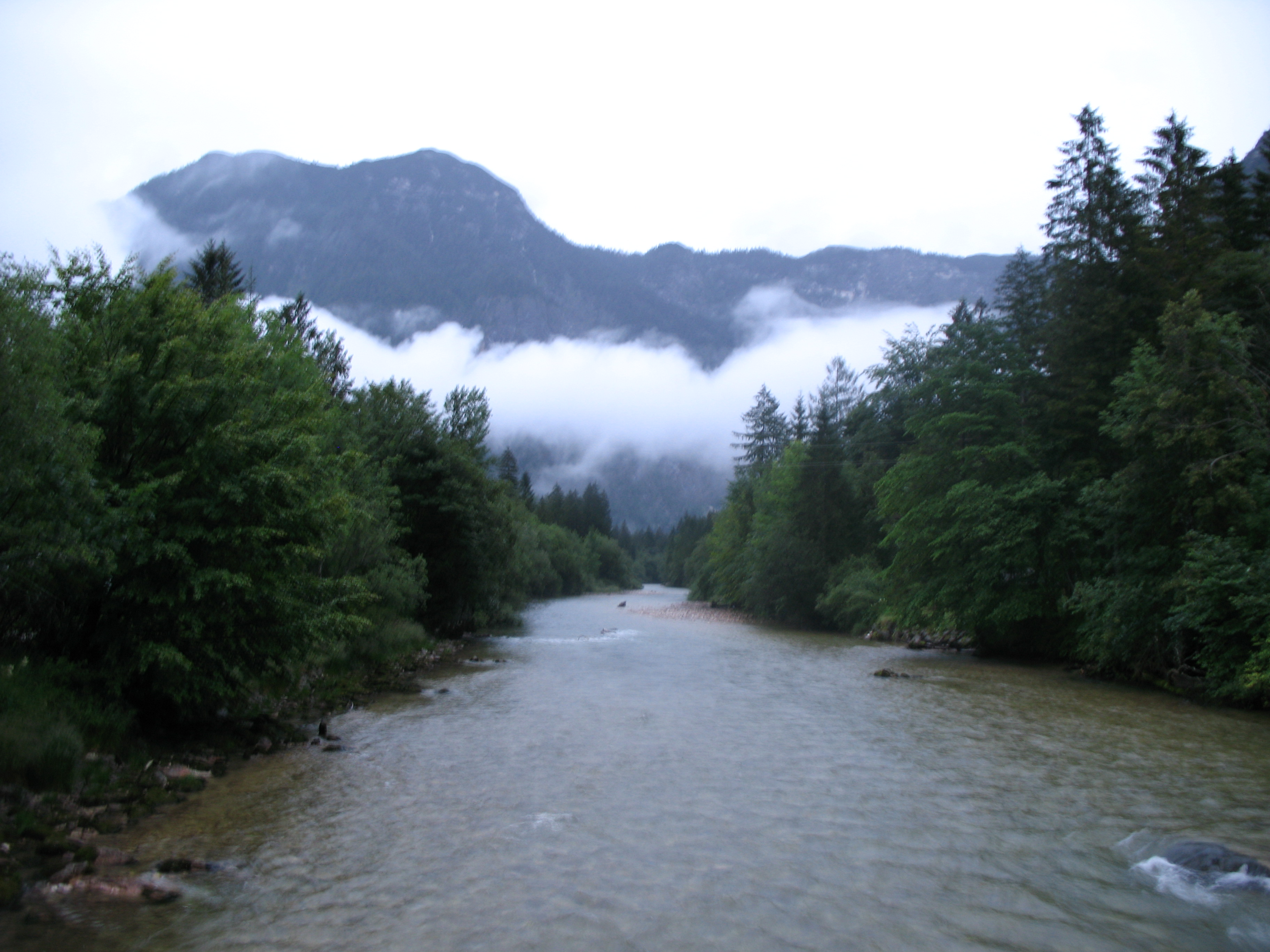
Obertraun
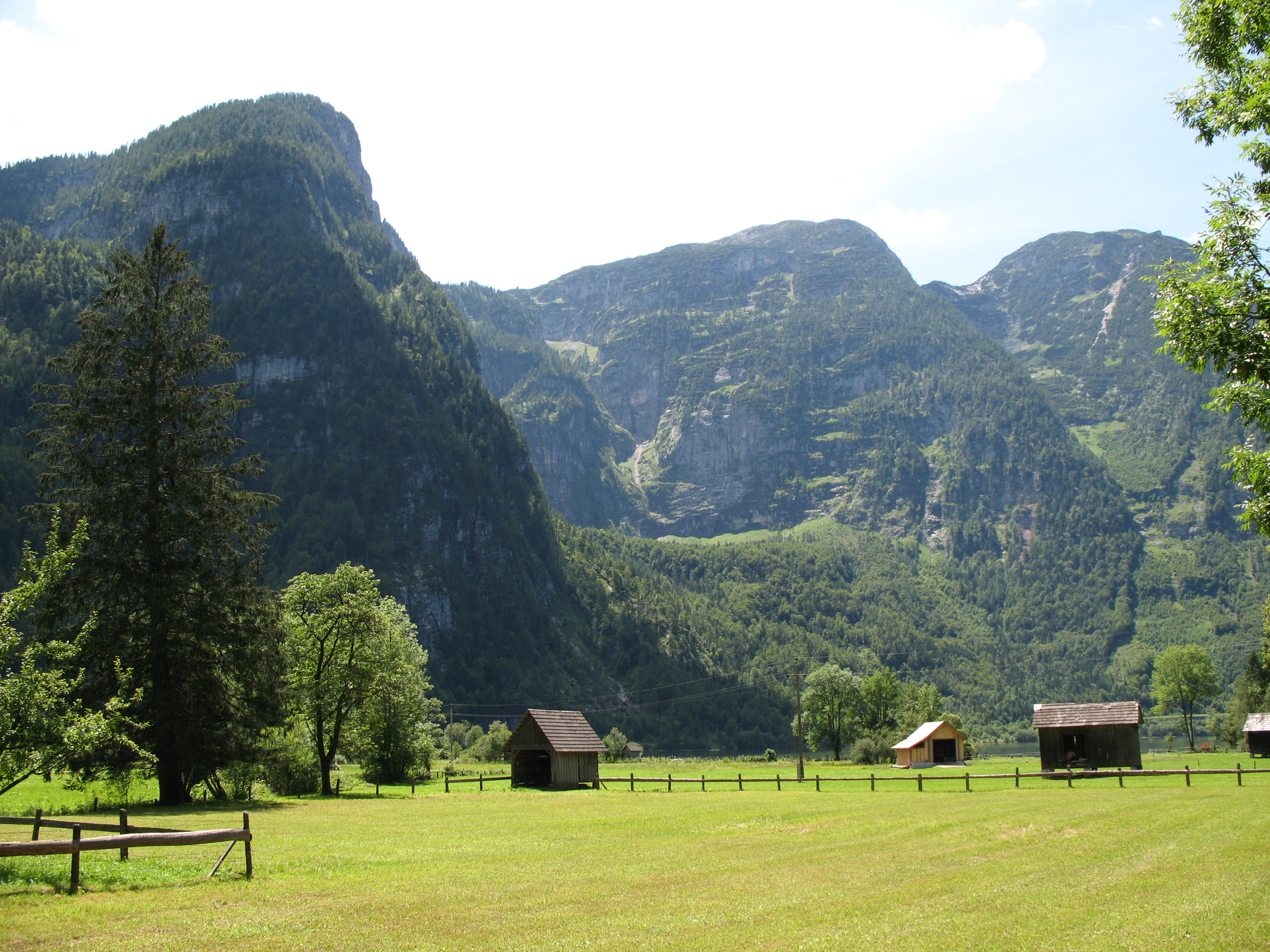
Winkler-Traunweg
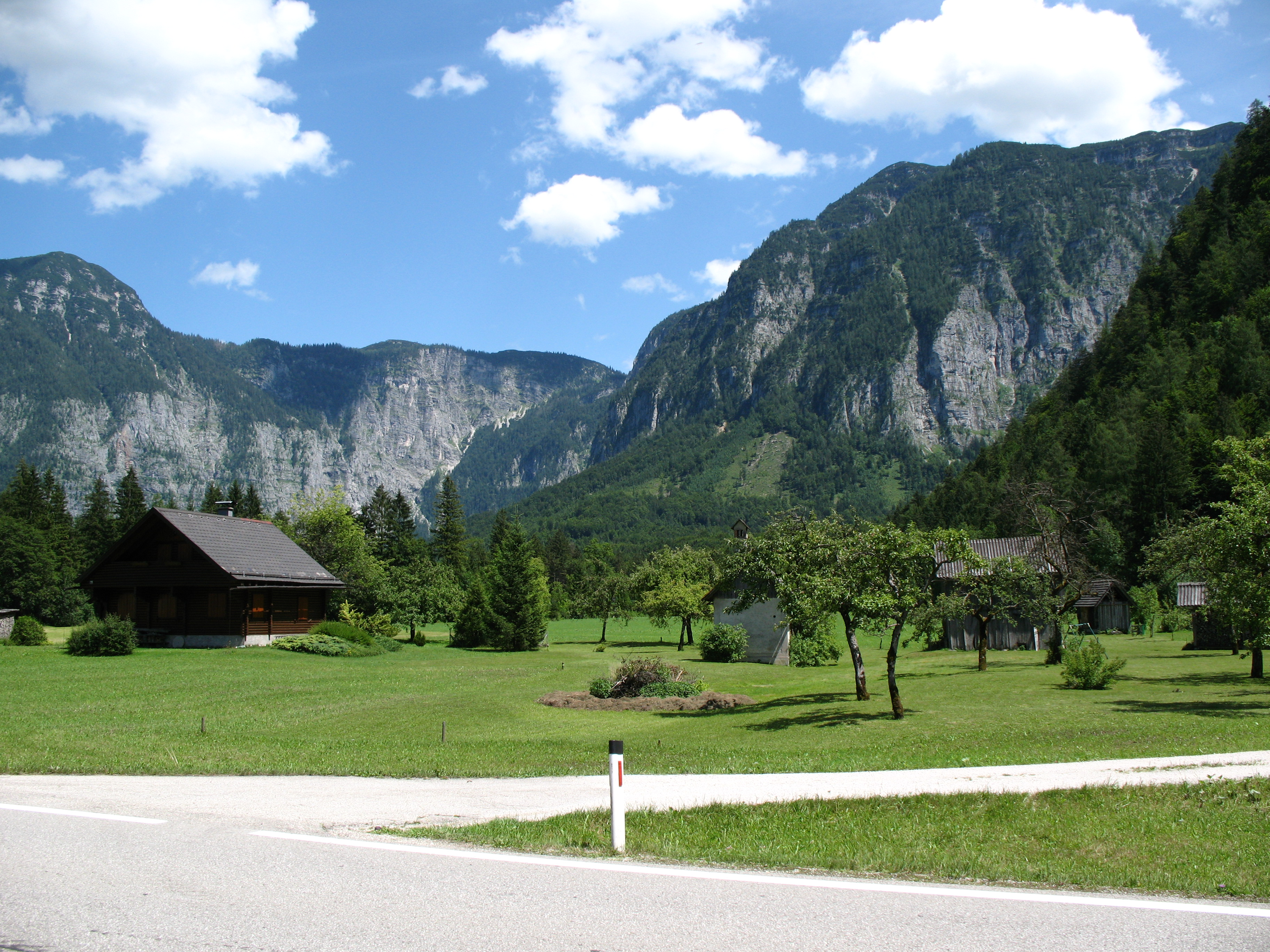
Hallstätterseestraße

### Sport
- Bundessport- und Freizeitzentrum Obertraun: Das BSFZ Obertraun verfügt über zahlreiche Sporthallen und Sportplätze sowie über eine Leichtathletikanlage. Nicht nur Schulklassen, sondern auch zahlreiche Leistungssportler finden hier ideale Bedingungen für Trainingslager.

### Freizeitaktivitäten
Im Sommer:
- Wandern (zum Beispiel Heilbronnerrundwanderweg am Krippenstein, zum Däumel- oder Hirzkarsee, Nature Trail)
- Mountainbiken (fast alle Forststraßen in Oberösterreich sind dafür freigegeben)
- Klettern (der Seewandklettersteig ist einer der schwierigsten in Österreich)
- Angeln
- Paragleiten (vor allem vom Krippenstein aus)

Im Winter:
- Skifahren/Snowboarden (das Skigebiet Freesports-Arena Dachstein Krippenstein gilt als eines der besten Freeridegebiete des Landes)
- Tourengehen (es stehen eine Vielzahl von ausgewiesenen Varianten zur Verfügung, etwa für Dachsteinüberquerungen)
- Schneeschuhwandern (Firmen vor Ort bieten Leihausrüstung und auch geführte Touren)
- Langlaufen (es gibt etwa 14 Kilometer gespurte Loipen)
- Rodeln

## Politik

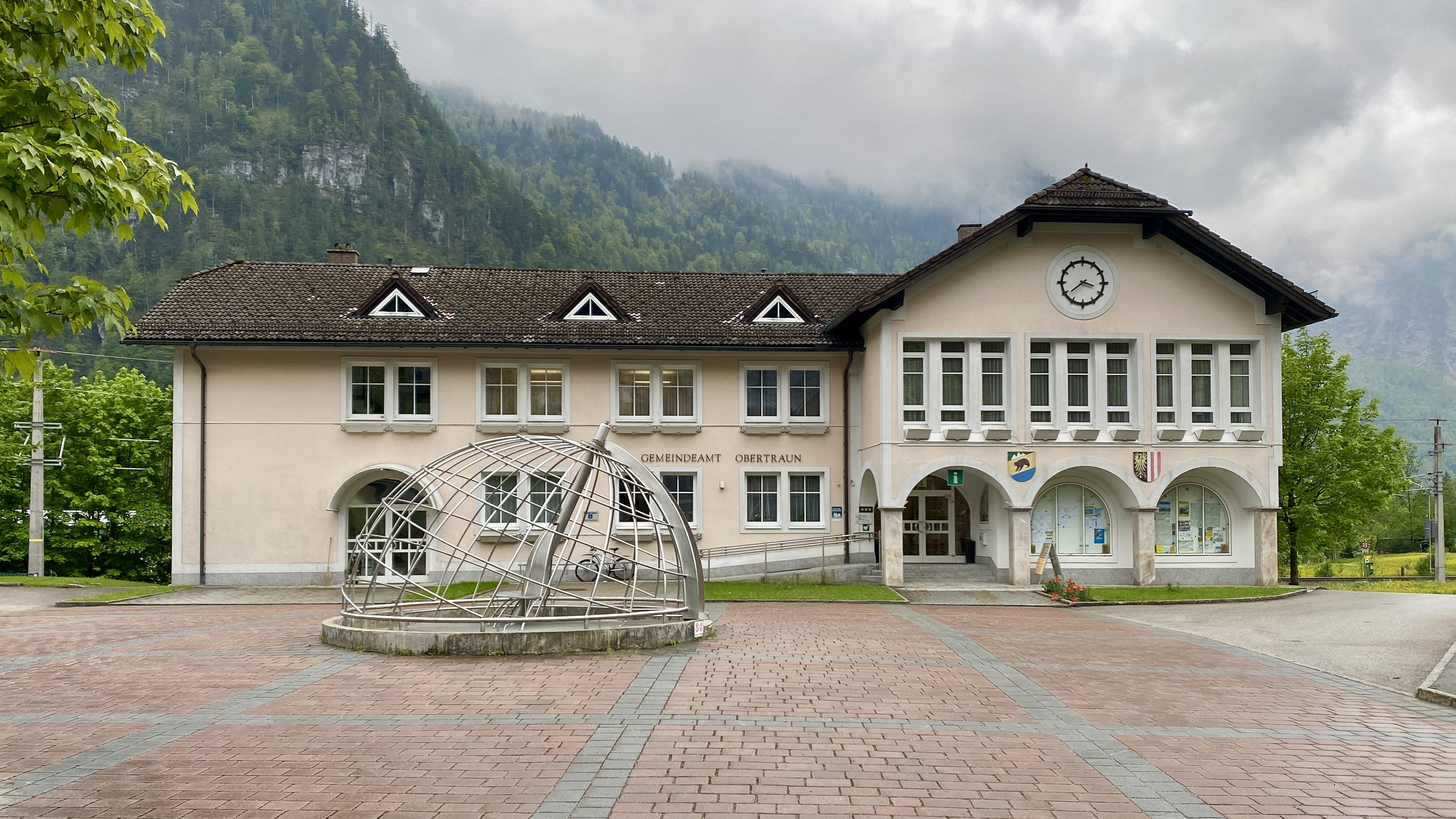
Gemeindeamt Obertraun

Die Gemeindevertretung hat insgesamt 13 Mitglieder.
- Mit den Gemeinderats- und Bürgermeisterwahlen in Oberösterreich 2003 hatte die Gemeindevertretung mit 12 Mitgliedern folgende Verteilung: 8 SPÖ und 4 ÖVP.
- Mit den Gemeinderats- und Bürgermeisterwahlen in Oberösterreich 2009 hatte die Gemeindevertretung folgende Verteilung: 9 SPÖ und 4 ÖVP.
- Mit den Gemeinderats- und Bürgermeisterwahlen in Oberösterreich 2015 hatte die Gemeindevertretung folgende Verteilung: 8 SPÖ und 5 ÖVP.
- Mit den Gemeinderats- und Bürgermeisterwahlen in Oberösterreich 2021 hat die Gemeindevertretung folgende Verteilung: 9 SPÖ und 4 ÖVP.[2][3]

### Bürgermeister
- 1967–1973 Karl Höll (SPÖ)
- 1973–1990 Johann Höll (SPÖ)
- 1990–2003 Robert Binder
- seit 2003 Egon Höll (SPÖ)

### Wappen
Blasonierung: „Zwischen linkem, grünem Schräghaupt, darin ein silberner, spitzer Dreiberg, und linkem, blauem Schrägfuß in Gold ein roter, schreitender Höhlenbär.“
Das Motiv des 1971 verliehenen Gemeindewappens nimmt Bezug auf das durch eine Seilbahn-Kette dem Fremdenverkehr erschlossene, über dem Hallstätter See aufragende Dachsteingebiet mit seinen Schauhöhlen; das Wappentier weist auf die Funde von Skelettresten des Höhlenbären (ursus spelaeus) aus der älteren Steinzeit im König-Artus-Dom der Rieseneishöhlen („Bärenfriedhof“). In der letzten Zwischeneiszeit war das Klima so günstig, dass der Höhlenbär noch in den Hochgebirgsregionen in ausreichendem Maße pflanzliche Nahrung finden konnte. Den Winter haben die Tiere in den zahlreichen Kalkhöhlen zugebracht.
Die Gemeindefarben sind Grün-Gelb-Blau.

## Persönlichkeiten

### Söhne und Töchter der Gemeinde
- Johann Höll (1930–2017), Abgeordneter zum Nationalrat

### Personen mit Bezug zur Gemeinde
- Walter Nausch (1907–1957), österreichischer Fußballspieler und -trainer
- Toni Rosifka (* 1945), österreichischer Extrembergsteiger, „The Lord of the Dachstein“, wie ihn die International Herald Tribune nannte. Er ist ein weit über die Grenzen Österreichs hinaus anerkannter Bergführer und Berglehrer. Herausragend ist seine Stellung als Vorreiter für alpine Sicherheit und die damit verbundenen Ausbildungskurse.
- Hansjörg Zauner (1959–2017), österreichischer Schriftsteller und bildender Künstler
- Heinz Hörhager (* 1966), österreichischer Rundfunkmoderator